# Utricularia juncea
Utricularia juncea är en tätörtsväxtart som beskrevs av Vahl. Utricularia juncea ingår i släktet bläddror, och familjen tätörtsväxter. Inga underarter finns listade i Catalogue of Life.

## Bildgalleri

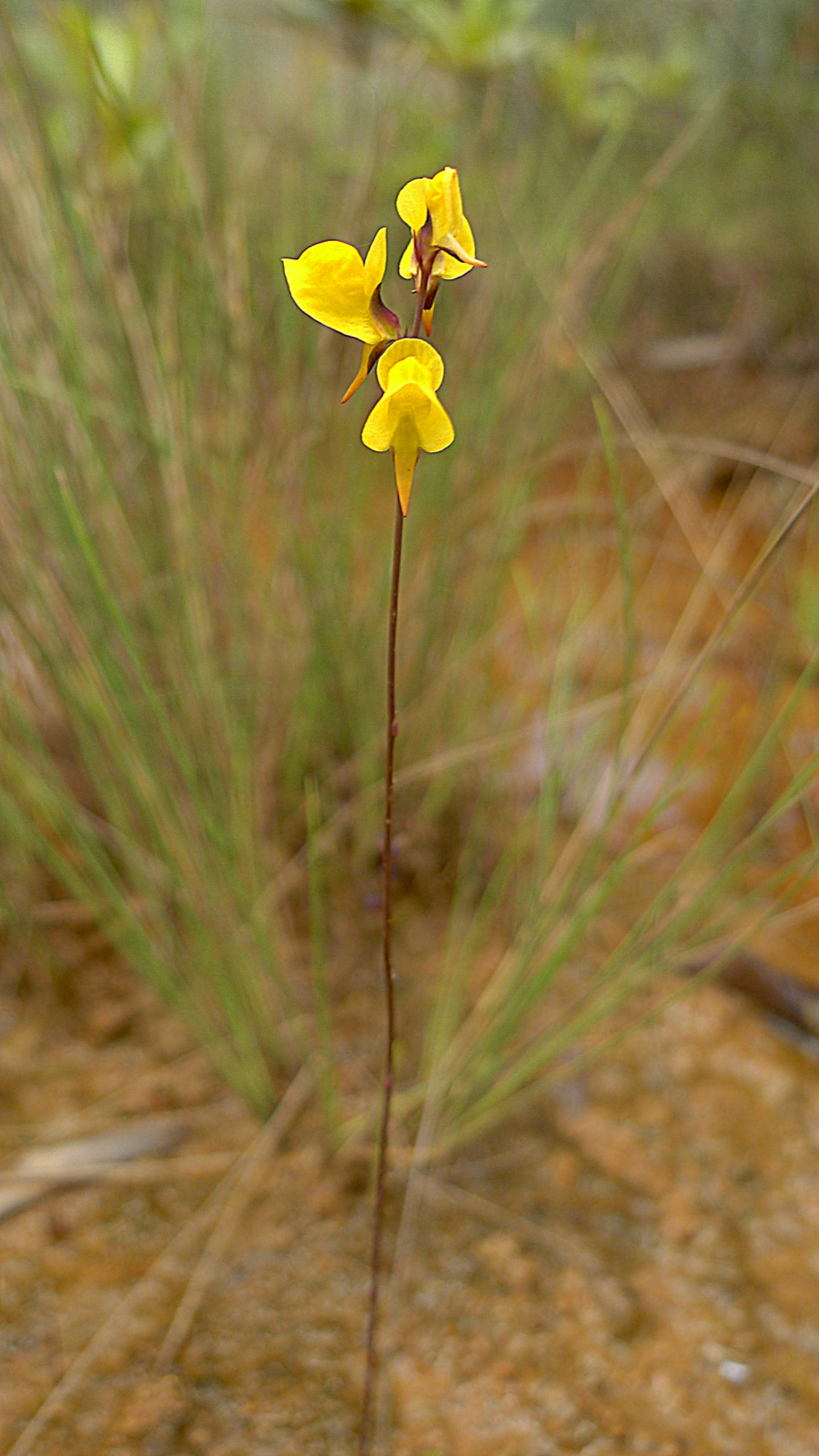
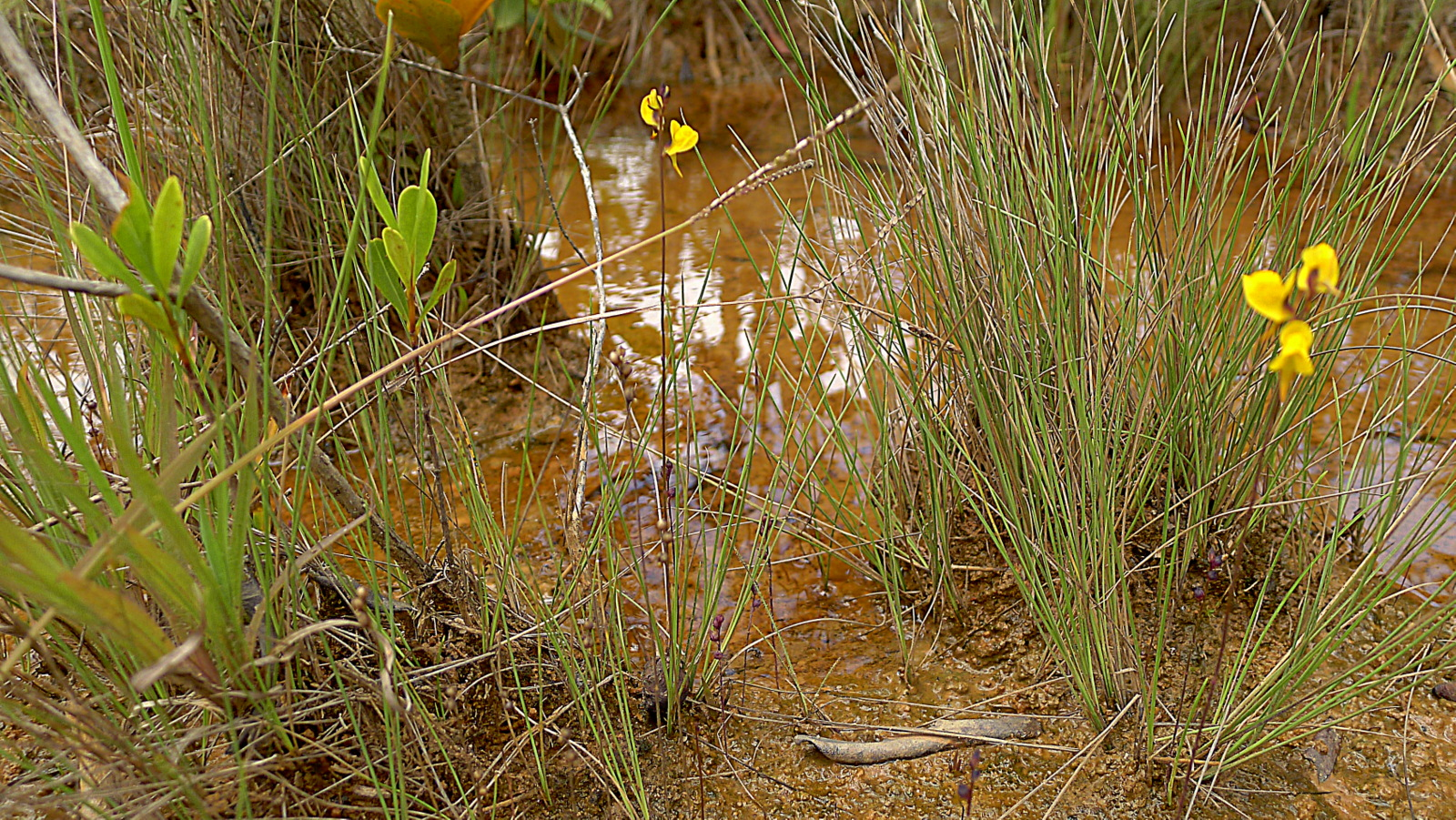
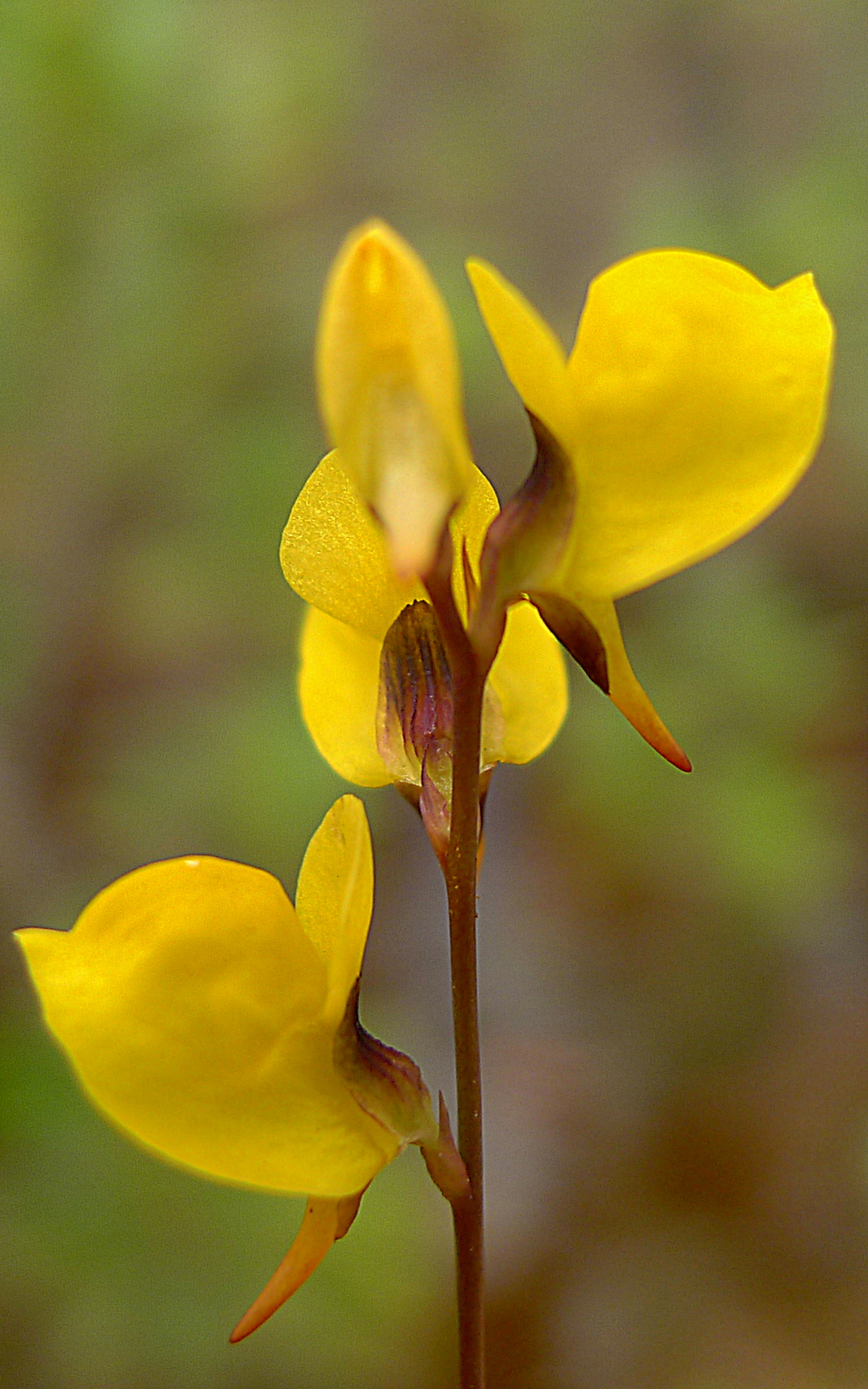
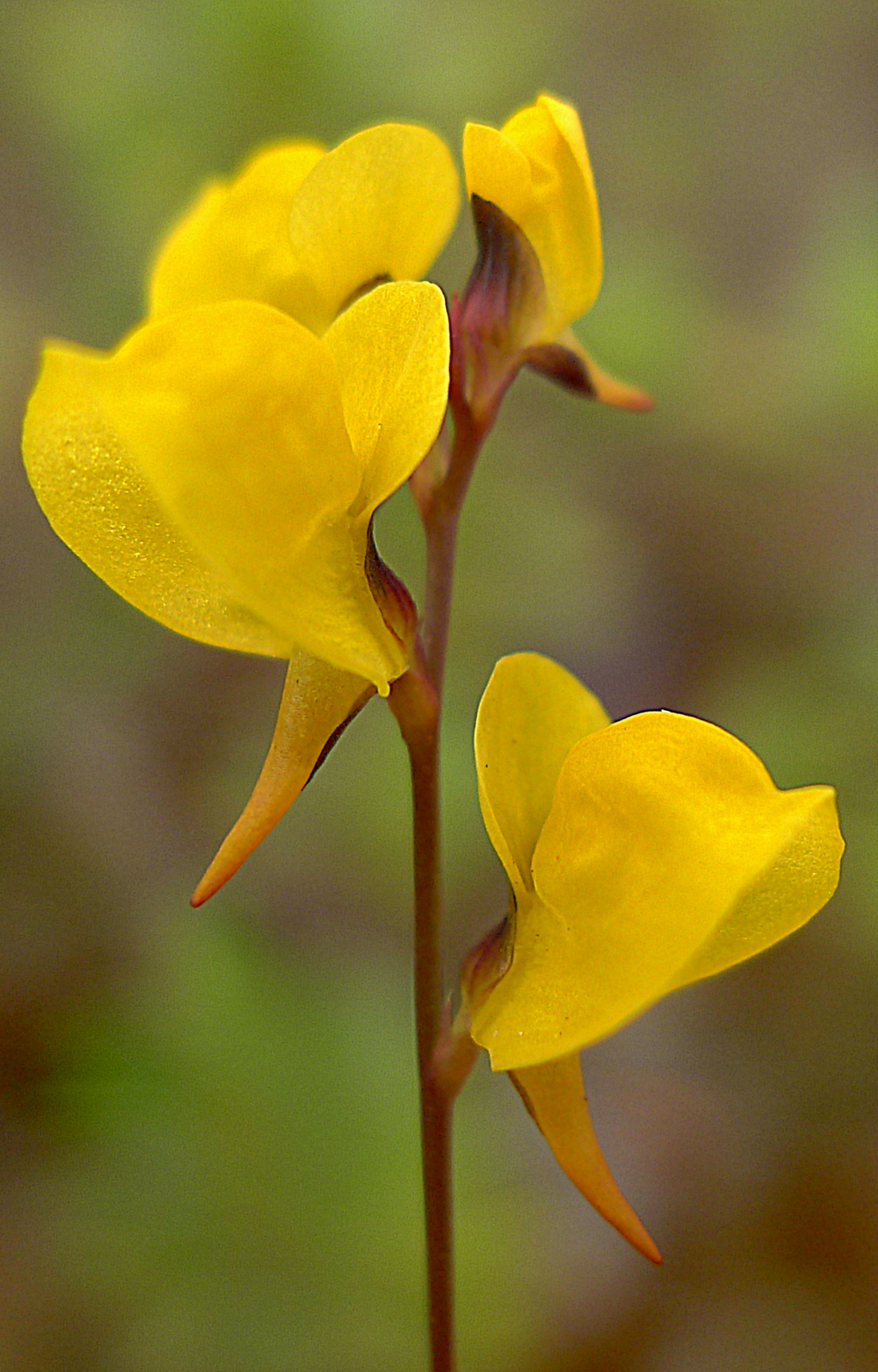
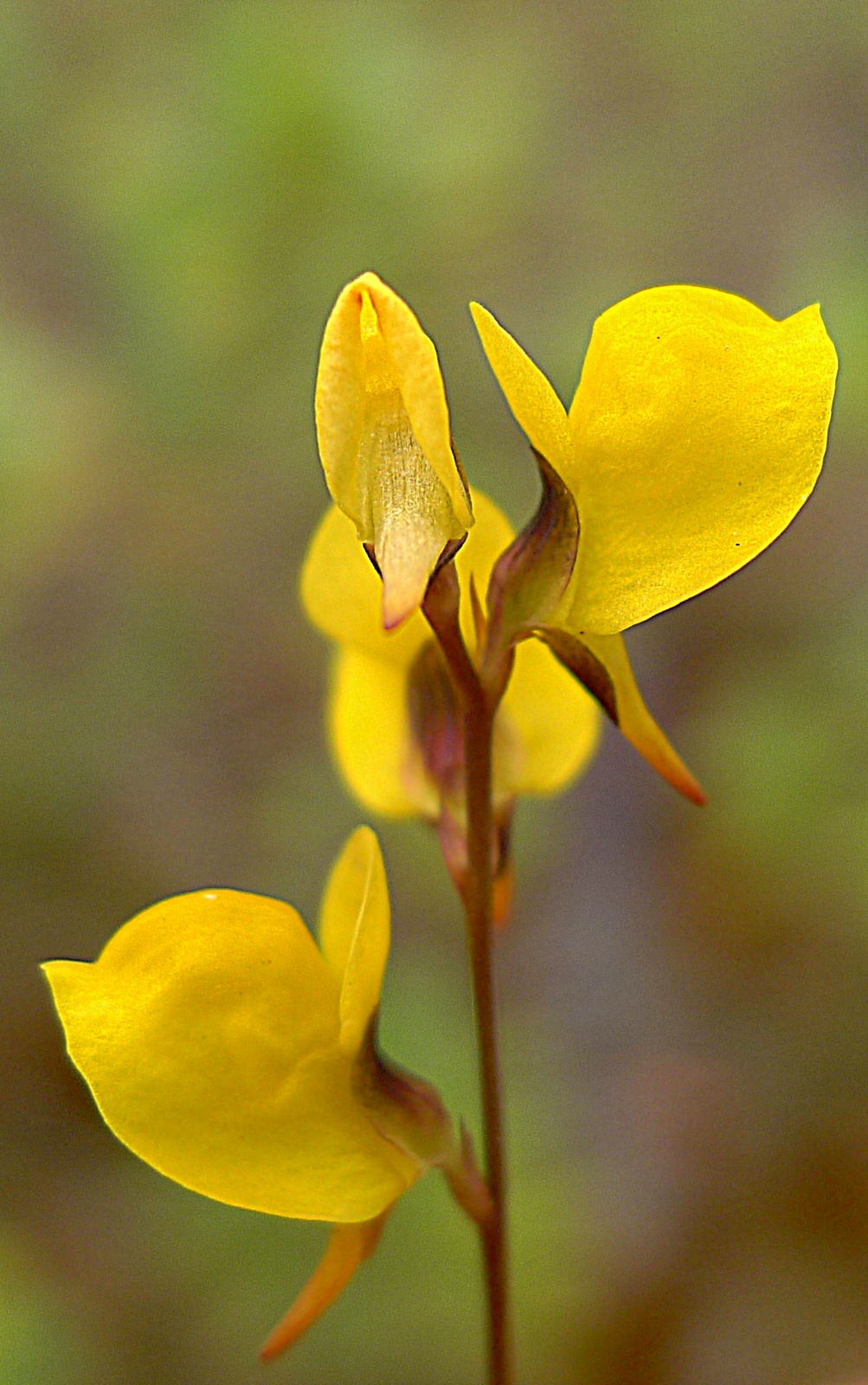
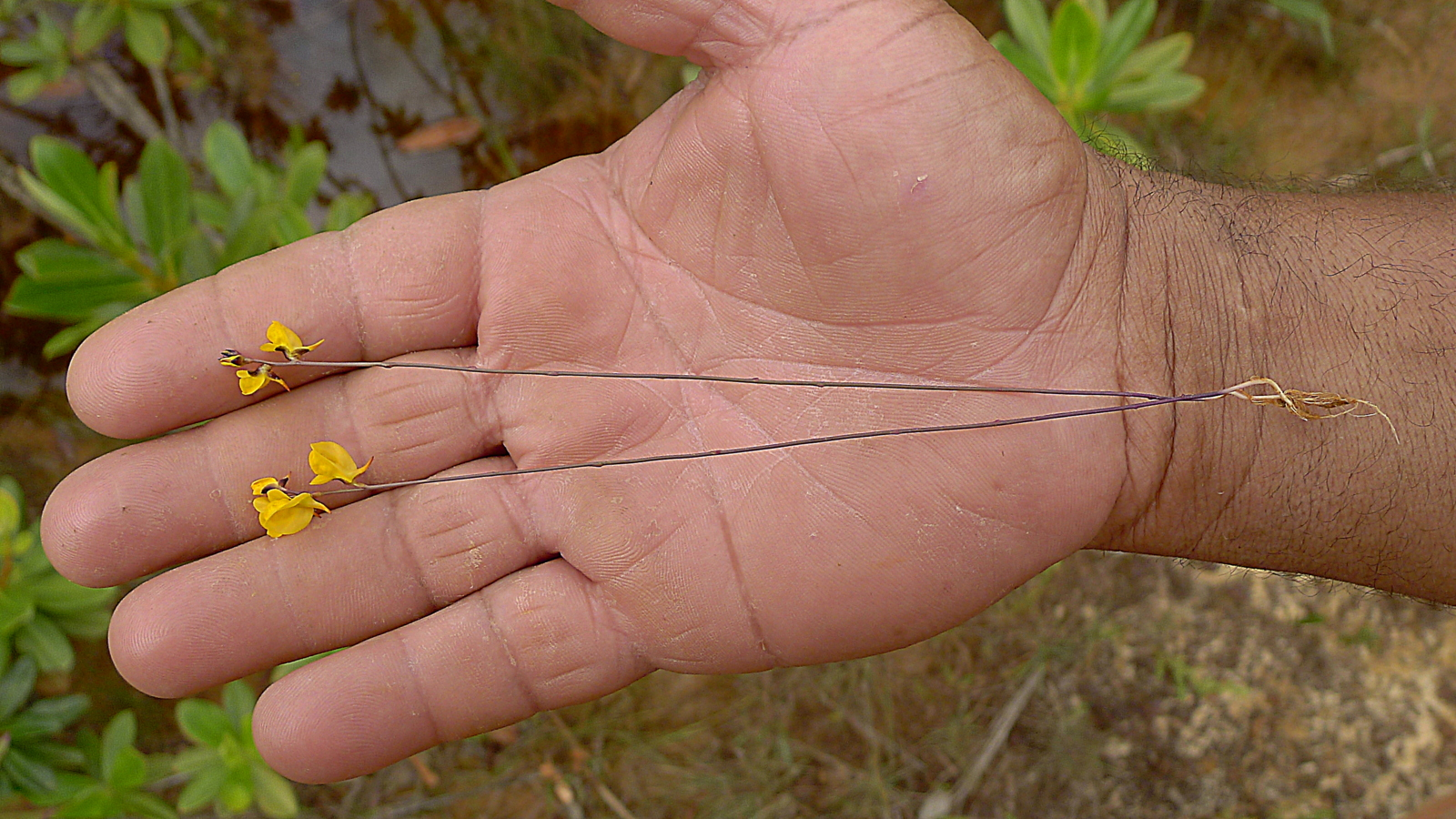